# Хорнабуджи (Сигнахский муниципалитет)
Хорнабуджи (груз. ხორნაბუჯი) — село в Грузии, в муниципалитете Сигнахи края Кахетия. 

## География
Село расположено в южной части края, в 27 километрах по прямой к юго-востоку от центра муниципалитета Сигнахи. Высота центра — 350 метров над уровнем моря.

## Население
По данным переписи населения 2014 года, в селе проживало 135 человек.
| Год  | Население | Мужчины | Женщины |
| ---- | --------- | ------- | ------- |
| 2002 | 226       | 113     | 113     |
| 2014 | 135       | 69      | 66      |